# Luther F. McKinney

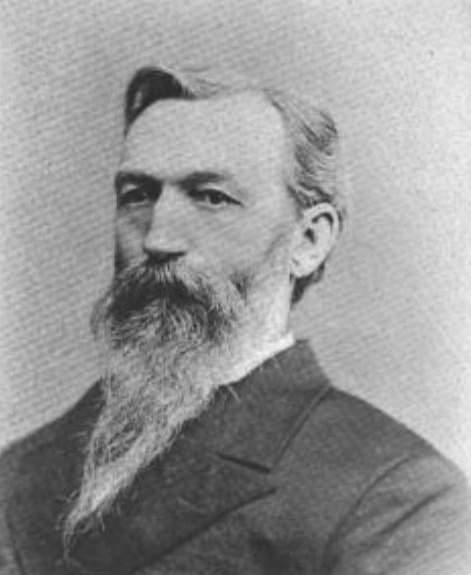
Luther F. McKinney

Luther Franklin McKinney (* 25. April 1841 in Newark, Ohio; † 30. Juli 1922 in Bridgton, Maine) war ein US-amerikanischer Politiker. Zwischen 1887 und 1889 sowie von 1891 bis 1893 vertrat er den Bundesstaat New Hampshire im US-Repräsentantenhaus. Außerdem fungierte von 1893 bis 1897 als Botschafter der Vereinigten Staaten in Kolumbien.

## Werdegang
Luther McKinney besuchte sowohl öffentliche als auch private Schulen in seiner Heimat und arbeitete danach selbst als Lehrer. Während des Bürgerkrieges war er zwischen August 1861 und Februar 1863 Soldat in einem Kavallerieregiment aus Ohio. Im Jahr 1865 zog er nach Iowa, wo er bis 1867 in der Landwirtschaft und als Lehrer arbeitete. Danach studierte er bis 1870 an der St. Lawrence University in Canton (New York). Im Jahr 1871 zog er nach Bridgton in Maine, wo er als Geistlicher ordiniert und Pastor der Universalist Church of America wurde. 1873 zog er zunächst nach Newfields und 1875 nach Manchester in New Hampshire. In beiden Orten war er als Geistlicher tätig.
McKinney war Mitglied der Demokratischen Partei und kandidierte 1884 erstmals erfolglos für ein Mandat im Kongress. Zwei Jahre später wurde er dann aber im ersten Distrikt von New Hampshire in das US-Repräsentantenhaus gewählt, wo er am 4. März 1887 die Nachfolge des Republikaners Martin Alonzo Haynes antrat. Da er bei den Wahlen des Jahres 1888 gegen Alonzo Nute verlor, konnte er bis zum 3. März 1889 zunächst nur eine Legislaturperiode im Kongress absolvieren. 1890 konnte McKinney seinen alten Sitz im Repräsentantenhaus zurückgewinnen, woraufhin er zwischen dem 4. März 1891 und dem 3. März 1893 eine weitere Amtszeit in dieser Kammer verbrachte.
Im Jahr 1892 verzichtete McKinney auf eine weitere Kandidatur für den Kongress. Stattdessen bewarb er sich erfolglos um das Amt des Gouverneurs von New Hampshire: Er unterlag dabei dem Republikaner John Butler Smith. Zwischen 1893 und 1897 war er während der zweiten Präsidentschaft seines Parteifreundes Grover Cleveland US-Botschafter in Kolumbien. Nach seiner Rückkehr in die Vereinigten Staaten zog er wieder nach Bridgton, wo er in das  Möbelgeschäft einstieg. Zwischen 1907 und 1908 war er Abgeordneter im Repräsentantenhaus von Maine. Danach war er wieder als Pastor seiner Kirche in Bridgton tätig. Luther McKinney starb am 30. Juli 1922.